# Resultados do Carnaval da Baixada Santista em 2012

## Cubatão
| Resultado Oficial - 2012 |                 |              |
| Colocação                | Escola          | Total        |
| 1º. Lugar                | Independência   | 199,5 pontos |
| 2º. Lugar                | Unidos do Morro | 197 pontos   |
| 3º. Lugar                | Nações Unidas   | 147 pontos   |

## Itanhaém
- 1 - Unidos do Gaivota - 48,5 pontos[1]
- 2 - Libertação - 47,5 pontos[1]
- 3 - Estrela do Mar - 45,5 pontos[1]

## Guarujá
- 1º lugar: Mocidade São Miguel - 198,5 pontos[1]
- 2º lugar: Imperador da Ilha de Santo Amaro - 196 pontos[1]
- 3º lugar:Renascer do Borel de Santa Cruz - 193 pontos[1]

## Praia Grande

### Grupo Especial
| Resultado Oficial - 2012 |                    |          |
| Colocação                | Escola             | Total    |
| 1º. Lugar                | Folia 99           | 176,10   |
| 2º. Lugar                | Mancha Verde       | 174,60 * |
| 3º. Lugar                | Casa do Mestiço    | 172,50   |
| 4º. Lugar                | Império da Baixada | 170,50   |
| 5º. Lugar                | Favoritos do Forte | 163,70   |
| 6º. Lugar                | Unidos da Ilha     | 149,00   |

- A Mancha Verde foi penalizada com a perda de dois pontos pela ausência no desfile da Corte Carnavalesca.

### Primeiro Grupo
| Resultado Oficial - 2012 |                                       |       |
| Colocação                | Escola                                | Total |
| 1º. Lugar                | Mocidade Star na Avenida              |       |
| 2º. Lugar                | G.R.C.E.S. Amigos do Samba            |       |
| 3º. Lugar                | G.R.C.E.S. João Apolônio Cesac        |       |
| 4º. Lugar                | G.R.C.E.S. Acadêmicos de Praia Grande |       |
| 5º. Lugar                | G.R.C.E.S. Unidos da Ocian            |       |
| 6º. Lugar                | G.R.C.E.S. Unidos da Vila do Sapo     |       |
| 7º. Lugar                | G.R.C.E.S. Cristal de Praia Grande    |       |
| 8º. Lugar                | G.R.S.C.E.S. Guaratude                |       |

## São Vicente
| Resultado Oficial - 2012 |                    |              |
| Colocação                | Escola             | Total        |
| 1º. Lugar                | Diva Imperial      | 197,5 pontos |
| 2º. Lugar                | Beira Mar          | 194 pontos   |
| 3º. Lugar                | Imperatriz da Ilha | 190,5 pontos |

## Santos

### Grupo Especial
| Resultado Oficial - 2012 |                       |        |
| Colocação                | Escola                | Total  |
| 1º. Lugar                | X-9                   | 179,5  |
| 2º. Lugar                | Unidos dos Morros     | 179,25 |
| 3º. Lugar                | Amazonense            | 178    |
| 4º. Lugar                | Sangue Jovem          | 177,25 |
| 5º. Lugar                | Brasil                | 173,25 |
| 6º. Lugar                | União Imperial        | 172,25 |
| 7º. Lugar                | Império da Vila       | 172,0  |
| 8º. Lugar                | Real Mocidade         | 171,75 |
| 9º. Lugar                | Bandeirantes do Saboó | 171,25 |
| 10º. Lugar               | Dependente do Samba   | 167,7  |

### Grupo de Acesso
| Resultado Oficial - 2012 |                    |        |
| Colocação                | Escola             | Total  |
| 1º. Lugar                | Vila Mathias       | 179,75 |
| 2º. Lugar                | Padre Paulo        | 179,5  |
| 3º. Lugar                | Zona Noroeste      | 178,75 |
| 4º. Lugar                | Camisa Alvinegra   | 176,25 |
| 5º. Lugar                | Dragões do Castelo | 172    |